# Hylaeus peregrinus
Hylaeus peregrinus är en biart som beskrevs av Dathe 1986. Hylaeus peregrinus ingår i släktet citronbin, och familjen korttungebin. Inga underarter finns listade i Catalogue of Life.